# 科布縣
科布縣（英語：Cobb County）是位於美國佐治亞州的一個縣，成立於1832年12月3日。根據2000年人口普查，科布縣的人口有607,751人，且不斷增長。2006年，美國人口調查局估計人口為679,325人。縣政府所在地位於縣中心的玛丽埃塔。
科布縣以法官托馬斯·威利斯·科布（Thomas W. Cobb）命名。他19世紀初期擔任喬治亞州眾議員和參議員。他也在喬治亞州高等法院任法官。
科布縣位於亞特蘭大都會區的核心部分。地方統計上，亞特蘭大都會區納入亞特蘭大-山地泉-玛丽埃塔都會統計區（Metropolitan Statistical Area）。

## 地理
根據美國人口調查局的統計，科布縣面積有892平方公里（345平方英里），陸地佔881平方公里（340平方英里），水域佔11平方公里（4平方英里），亦即1.27%。
科布縣被兩道主要流域一分為二。大部分徑流流經東南邊界，並經威萊奧河（Willeo Creek）、索普河（Sope Creek）、羅滕伍德河（Rottenwood Creek）、尼卡傑克河（Nickajack Creek）及Sweetwater河等小河流入查塔胡其河（Chattahoochee River）。
一個山脊從西面的Lost Mountain向北面的肯尼索山（Kennesaw Mountain）伸展，至東北盡頭的斯韋特山（Sweat Mountain），把科布縣的北部至西北部分割為阿來圖納湖（Lake Allatoona）地區（包括北向的Noonday河）。
科布縣有不少相鄰縣份，該縣分別與喬治亞州的富爾頓縣（東部和東北部）、道格拉斯縣（東部和東南部）、保爾丁縣（西部）、巴托縣（西北部）及切羅基縣（北部）接壤。

## 人口統計
根據2005年的人口普查，科布縣有663,818人。2004年的統計顯示，該縣有241,847戶，170,167個家庭。人口密度是763人/平方公里（1,952人/平方英里）。該縣有261,659個住屋單位，平均密度達301人/平方公里（770人/平方英里）。2005年的人口中，白人佔64.3%，黑人佔21.2%，美國原住民佔0.5%，亞洲人佔3.8%，太平洋島國人佔0.0%，其他種族佔8.8%，而1.4%是混血兒。各種族中的拉丁裔佔人口的10.0%。
2004年，在241,847戶中，35.80%與未滿18歲孩童同住，54.30%為同住夫婦，10.70%為未婚獨居女性，31.20%為非家庭。戶中，23.20%為個體戶，4.10%為65歲或以上獨居長者。戶平均規模為2.64人，而家庭平均規模為3.14人。
人口分佈方面，未滿18歲佔26.10%，18-24歲佔9.00%，25-44歲佔36.50%，45-64歲佔21.50%，65歲或以上佔6.90%。年歲中位數是33歲，男女比例為每100名女性相對有98.50名男姓；每100名18歲或以上女性相對有95.90名男性。
2003年，科布縣的戶收入中位數是60,565美元，而家庭收入中位數是72,398美元。男性收入中位數是50,460美元，而女性收入中位數是38,555美元。該縣人均收入是30,620美元，約有6.3%的家庭與8.5%的人口處於貧窮線下，當中7.10%未滿18歲，6.80%年屆65歲或以上。

## 政府與選舉

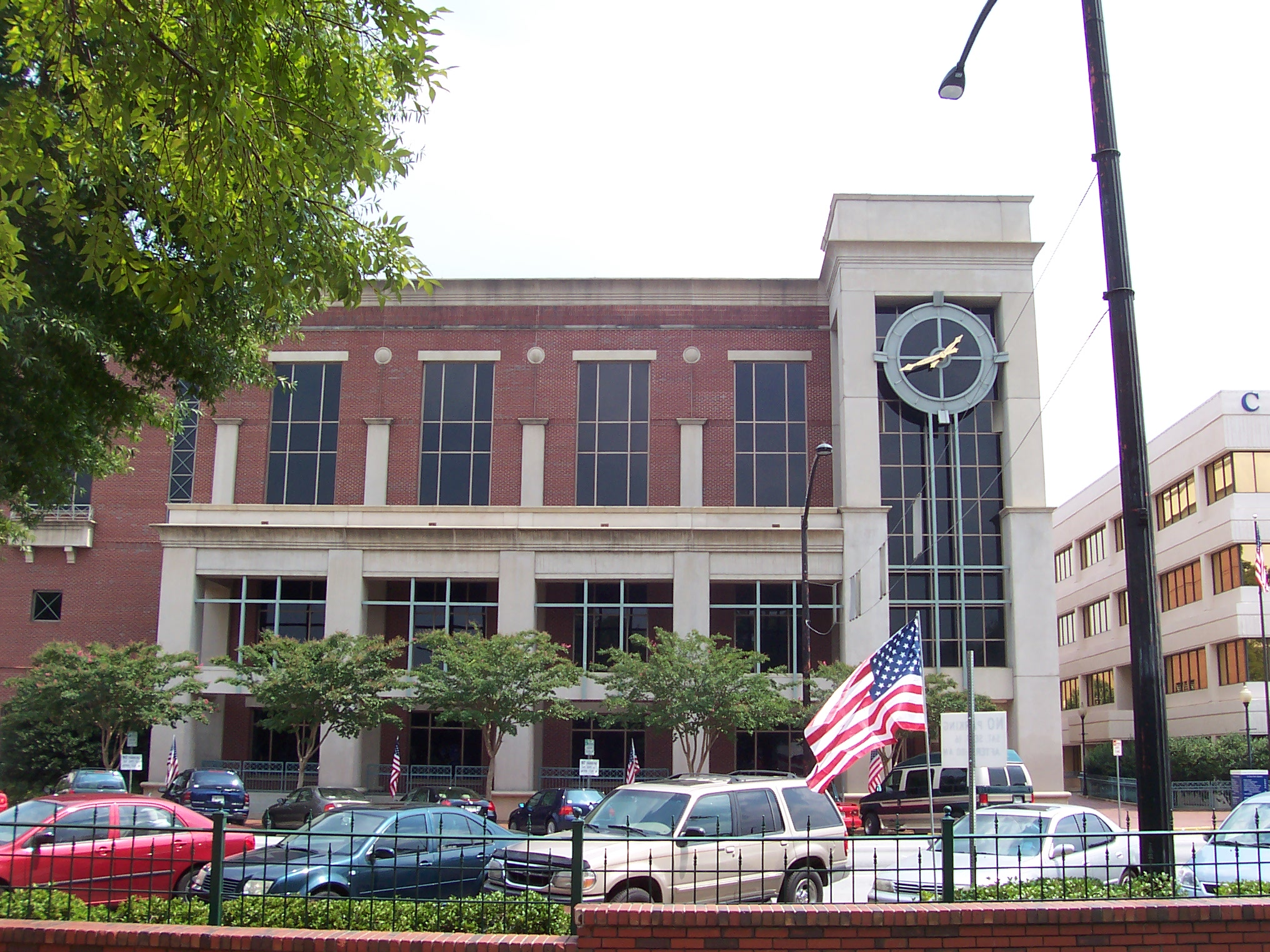
科布縣縣府大樓

科布縣獲喬治亞州賦予地方自治權，縣政府可就縣內事務自行立法，而立法內容不會與州政府或聯邦政府的法規或憲法有所衝突。1960年代初期，科布縣獲喬治亞大會（Georgia General Assembly）頒佈地方自治權，歐內斯特·W.·巴雷特（Ernest W. Barrett）成為新成立的縣委員會的首任主席。
科布縣現時由五人的縣政委员会（Board of Commissioners）管轄，在縣內行使行政和立法權。委員會主席經全縣居民選出，其餘四位委員來自單議席選區。2004年，委員會商討增加至少一位成員，配合科布縣的人口增長。委員會僱用了一名縣主任，專責監管縣內部門的日常運作。
科布縣居民亦選舉警長、地方檢察官、認證法庭法官、高等法院法官助理、州法庭法務官、首席地方法官（他再任命其他地方法官）、高等法院法官、州法庭法官、稅官、測量員及七人教育委員會。
除了憲法上的縣首席執法官──縣警長外，科布縣在委員會下還設有一個獨立的警察部門。警長監管縣監獄，不論犯人罪名輕重，在本地或外地犯法，他們都會送進縣監獄。

## 區劃
儘管科布縣缺少城市街區的網格系統，但是玛丽埃塔市廣場西南地區的所有地址均編配了門牌號碼。
由科布縣開始，120號喬治亞州道西邊的南、北交界是Whitlock大道及達拉斯公路，這條道路上的所有地址，即使位於街道的北邊，亦稱為「西南」。喬治亞州120號州公路東、西交界是教堂街及教堂街位於貝爾渡輪道北方的延伸部分，這條道路上的所有地，即使位於街道的東邊，亦稱為「西北」。
由於科布縣不少郵件是從其他地方的縣份寄來的，美國郵政管理局（United States Postal Service，USPS）便把那些城市的名稱與郵遞區號分配到科布縣地區。基於這個情況，地址可以寫成「亞特蘭大東南部」，但是實際位於科布縣東南部的亞特蘭大西北。

### 市與社區
| 市： - 阿克沃思（Acworth） - 奧斯特爾（Austell） - 肯內索（Kennesaw） - 玛丽埃塔 - Powder Springs - 士麥那 非建制區域： - 馬布爾頓（Mableton） - 文寧斯（Vinings） - 費奧克（Fair Oaks） 前建制區域： - 查塔胡其種植園（Chattahoochee Plantation） - 伊利沙伯 | 現存社區： - 東科布（東） - Sandy Plains（東北） - Blackwell（北） - Clarkdale（南） - Noonday（北） - Mt. Bethel（東北） - Powers Park（東南） - Due West（西） - Lost Mountain（西） - Mars Hill（西北偏西） - 麥克蘭（Macland；西南偏西） - Westoak（東南） 現代社區： - Cumberland/Galleria - 科布縣中心 |

## 稅項
除了4%的全州性銷售稅外，科布縣為特殊項目另外徵收2%稅項，每1%受到數年一度的全縣性公民投票（包括縣內各市）管制。稅收主要用於交通與公園建設。科布縣徵收1%稅項以降低房地產稅，但僅適用於公立學校預算，並不會作為額外1%的普通基金住宅稅減免。投票顯示，居民不願意支付用於接合亞特蘭大都會區捷運系統（Metropolitan Atlanta Rapid Transit Authority，MARTA）的額外1%。因此，亞特蘭大都會區捷運系統在營運與擴展兩縣鐵路上面對困難。
2006年初，科布縣將銷售稅提高至6%，並將食物方面的稅額加倍，提高至2%。2005年9月，專用地方選擇銷售稅僅以114票（少於0.25%）在公民投票中通過。稅收將用於興建新縣府大廈、擴建監獄，以及籌辦各類道路項目。

## 學校
- 恰達河齊技術學院（Chattahoochee Technical College）
- 科布縣校區（玛丽埃塔除外）
- 肯尼索州立大學（Kennesaw State University）
- 生命大學（Life University）
- 玛丽埃塔市立学校（Marietta City Schools）
- 南方州立理工大學（Southern Polytechnic State University）

參見：科布縣公共圖書館系統

## 主要企業
- 氣象頻道，總部設於坎伯蘭
- 家得寶，總部設於維寧斯
- 洛克西德·馬丁，位於玛丽埃塔的杜賓斯[5]
- 喬治亞州東北鐵路，位於玛丽埃塔[6]
- 通用配件公司，總部設於科布縣非管轄區域
- Glock公司，美國總部設於士麥那[7]

## 康樂
- 美國冒險樂園（位於玛丽埃塔）
- 六面旗激流（Six Flags White Water；位於玛丽埃塔）[8]
- 六面旗喬治亞<（Six Flags Over Georgia；位於奧斯特爾，Austell）[9]
- 太陽谷海灘（Sun Valley Beach；鄰近Powder Springs）
- 查塔胡其河國家娛樂區（Chattahoochee River National Recreation Area）
- 阿來圖納湖（鄰近阿克沃思，Acworth）
- 阿克沃思湖（Lake Acworth）/阿克沃思海灘（Acworth Beach）
- 肯尼索山國家戰地公園（Kennesaw Mountain National Battlefield Park；肯尼索至玛丽埃塔）
- 玛丽埃塔国家公墓（Marietta National Cemetery；位於玛丽埃塔）
- 玛丽埃塔联盟国公墓（Marietta Confederate Cemetery；位於玛丽埃塔）
- 玛丽埃塔/科布艺术博物馆；位於Marietta/Cobb Museum of Art；玛丽埃塔）
- 內戰及機車歷史南方博物館（Southern Museum of Civil War & Locomotive History；肯尼索）
- Mable House（馬布爾頓，Mableton）
- 銀色彗星徑（Silver Comet Trail；西起自士麥那）

## 交通
- 20號州際公路
- 75號州際公路
- 285號州際公路
- 575號州際公路
- 41號州際公路
- 78號州際公路
- 278號州際公路
- 9號州道
- 5號州道
- 6號州道
- 8號州道
- 92號州道
- 120號州道
- 176號州道
- 280號州道
- 360號州道
- 科布縣機場，位於McCollum Field
- 杜賓斯空軍基地（美國總統到訪亞特蘭大時常到訪此地）
- Norfolk Southern機廠，位於奧斯特爾
- CSX運輸，行駛Acworth、士麥那、玛丽埃塔及肯尼索
- 科布社區運輸

## 外部連結
- 科布縣政府 （页面存档备份，存于） （英文）
- 科布縣縣長辦公室 （页面存档备份，存于） （英文）
- 科布縣警察局 （页面存档备份，存于） （英文）
- 科布縣選舉及選民登記委員會 （页面存档备份，存于） （英文）